# Riego en Colombia
El riego en Colombia ha sido una parte integral del desarrollo agrícola y rural de Colombia en el siglo XX. La inversión pública en riego ha sido especialmente importante en la primera mitad del siglo. Durante la segunda mitad, impulsada en gran medida por los recortes fiscales y una incapacidad general para aumentar los ingresos procedentes de la recaudación de cargos por el agua, el Gobierno de Colombia adoptó un programa para delegar las responsabilidades de manejo del riego a asociaciones civiles de usuarios. La transferencia del manejo del riego se ha producido solo de forma parcial en Colombia, ya que el gobierno ha seguido realizando importantes tareas de manejo en ciertos distritos de riego. 
Colombia cuenta con unas 900.000 hectáreas de agricultura irrigada, ubicadas en su mayor parte en el centro cálido, los valles del Magdalena, Cauca y Tolima, y el nordeste próximo a la frontera con Venezuela a lo largo de la costa del Mar Caribe. Aproximadamente, el 90% de la superficie agrícola se riega mediante sistemas de riego por gravedad. Según la Organización para la Alimentación y la Agricultura (FAO), el sector privado ha desarrollado y manejado el 62% de la superficie regable funcional de Colombia. El sector público solamente ha desarrollado un 38%. La FAO calcula que el sector privado invirtió un promedio de 19 millones US$ al año durante el período de 1991-1997. Colombia tiene un potencial considerable para expandir el territorio bajo riego debido a sus altas precipitaciones y su suelo volcánico fértil, que crean unas condiciones favorables para una amplia variedad de cultivos, desde los tropicales hasta los de clima templado. 
La eficiencia de los sistemas de riego es, en general, muy baja en el país, lo cual contribuye a la salinización del suelo y la erosión hídrica. Además, la presencia de escorrentía agrícola, en la que se incluyen los productos químicos de los fertilizantes y pesticidas, está aumentando en los ecosistemas colombianos.
De acuerdo con el primer comunicado nacional en la Convención Marco de las Naciones Unidas sobre el Cambio Climático, Colombia es muy vulnerable a los efectos del cambio climático, especialmente en los ecosistemas de la altiplanicie andina. El Gobierno de Colombia está en proceso de implementación del Proyecto nacional integrado de adaptación, que se centra en la definición y ejecución de opciones de política a fin de conocer de forma anticipada los efectos del cambio climático. 

## Historia del sector riego

### Tendencias pasadas y actuales en suelos agrícolas bajo riego
En 1950, la superficie total de regadío de Colombia era de unas 50.000 ha. Desde 1960 hasta 1990, la superficie de regadío privada creció a una tasa anual media de 15.000 ha. En 1990, se cultivó un total de 3,8 millones de ha en Colombia, de las cuales 750,000 ha, o aproximadamente el 10%, estaban equipadas con instalaciones de riego y drenaje. Según los indicadores del desarrollo mundial, en 2007, 900.000 ha, o el 24% del suelo agrícola total, se regaron realmente. El sector privado financió aproximadamente dos tercios de los sistemas de riego. El tercio restante corresponde a la inversión pública. Colombia tiene un considerable potencial para expandir el territorio bajo riego.

### Desarrollo institucional
El desarrollo del riego ha sido impulsado en gran medida por el gobierno colombiano, principalmente a comienzos de siglo. La inversión pública en infraestructura de riego comenzó en 1936 y continuó a lo largo de los años 40 y 50, cuando el gobierno colombiano se centró en el desarrollo agrícola en los valles del Alto Chicamocha, Firavitoba y Samaca en el norte de Colombia, y construyó los sistemas de riego de Ramada, Coello, Saldaña y el Roldanillo-Unión-Toro (RUT).
Las asociaciones civiles de usuarios (ACU), como Coello y Saldaña en el distrito de Tolima, pasaron a ser muy activas y presionaron al gobierno para la transferencia del manejo de infraestructuras. En los años 60, el gobierno aumentó la inversión pública en el sector riego creando 14 distritos de riego junto con infraestructuras de control de drenaje e inundaciones a través del Instituto Colombiano de la Reforma Agraria (INCORA). 
En la década de los 70, con la creación del Instituto Colombiano de Hidrología, Meteorología y Adecuación de Tierras (HIMAT), el gobierno se centró en aumentar la capacidad de los usuarios del agua para hacerse finalmente cargo del manejo de los sistemas de riego. El HIMAT se responsabilizaría del manejo hasta que la asociación civil de usuarios alcanzara la capacidad adecuada. Los distritos de Coello y Saldaña se transfirieron a los usuarios del agua en 1976 bajo un principio constitucional denominado "delegación de la administración". La "delegación de la administración" no incluía la transferencia de la propiedad de los activos del proyecto ni el control total de las ACU sobre los presupuestos, los planes operativos y de mantenimiento, y el personal. El HIMAT conservó un fuerte papel supervisor en la administración de presupuestos, operaciones y mantenimiento frente a las ACU.
En 1993, el gobierno aprobó la Ley de Adecuación de Tierras n.º 41 en 1993 y sus decretos asociados correspondientes n.º 1278 y 2135, que tenían como objetivo actualizar el acuerdo en vigor con las asociaciones civiles de usuarios cambiando de la “delegación de administración” a los “contratos de concesión”. Bajo el nuevo acuerdo, las asociaciones civiles de usuarios tendrían pleno control sobre los fondos de los distritos de riego, los procedimientos operativos y de mantenimiento y el personal, pero seguían sin tener derechos de propiedad sobre la infraestructura de riego.
En 1994, el HIMAT se transfirió a una institución recientemente creada, el Instituto Nacional de Adecuación de Tierras (INAT), con el fin de revitalizar la transferencia del manejo. El INAT alcanzó acuerdos con las ACU analizando cada caso de forma individual. A principios de 1990, solamente se habían transferido Coello y Saldaña (con una superficie regable total de 39.603 ha). A finales de 1996, 17 de los 23 distritos de riego públicos del país se habían transferido a las ACU o, lo que es lo mismo, 115.695 ha de un total de 241.077 ha de suelo de regadío anteriormente bajo dominio público. El plan original era realizar la transferencia total para 1997. No obstante, después de algunas dificultades en la transferencia de María la Baja y otros distritos, el gobierno interrumpió la implementación para poder abordar algunos de los retos que tenía el resto de asociaciones. Entre algunos de estos retos, se incluye la reducción de instalaciones deterioradas, altos costos de riego, descenso de la productividad, reducción de la rentabilidad, inquietud social, pobreza e incapacidad para recaudar cánones de riego adecuados de los agricultores.

## Aspectos medioambientales

### Conexiones con los recursos hídricos
Según la Organización para la Alimentación y la Agricultura, Colombia tiene un promedio de 3.000 mm de precipitaciones anuales, lo que representa un volumen total de 3.425 km³. Hasta el 61% del volumen total equivale a un flujo medio y unos recursos hídricos internos renovables totales de 2.113 km³. De acuerdo con el Instituto de Hidrología, Meteorología y Estudios Ambientales, los ecosistemas necesitan hasta el 40% de los recursos hídricos totales disponibles en Colombia para continuar prestando servicios medioambientales completos. 
La mayor parte de la superficie de regadío se encuentra en el centro cálido, los valles del Magdalena y el Cauca, y el nordeste próximo a la frontera con Venezuela a lo largo de la costa del Caribe. Los valles del Cauca y Tolima cuentan con un 40% de superficie de regadío. Aproximadamente el 90% de las tierras de cultivo se riega mediante sistemas de riego por gravedad, excepto el valle del Cauca y la Sabana de Bogotá, que cuentan con sistemas de riego mejorados en las parcelas, como el goteo o la aspersión.
Principales cuencas de Colombia
| Cuenca    | Superficie drenada (km²) | Principales ríos                                             | Precipitación media anual (mm) | Caudal medio anual (mm) |
| --------- | ------------------------ | ------------------------------------------------------------ | ------------------------------ | ----------------------- |
| Caribe    | 363,878                  | Magdalena, Cauca, Atrato, Sumapaz, Sogamoso, Saldana, Bogotá | 300-2,500                      | 487                     |
| Pacífica  | 76,500                   | Patia, San Juan, Mira, Bando, Dagua, Anchicaya               | 2,000-9,000                    | 221                     |
| Orinoquía | 350,000                  | Meta, Guaviare, Arauca, Tomo, Vichada                        | 1,000-2,500                    | 662                     |
| Amazonía  | 343,000                  | Amazon, Vaupes, Guania, Paraná, Caqueta y Putumayo           | 2,550-3,500                    | 694                     |
| Catatumbo | 8,370                    | Sardinata, Zulia, Catumbo                                    | 1,000-2,500                    | 14                      |
| Total     | 1,141,748                | -                                                            | 3,000                          | 2,078                   |

Fuente: FAO (2000)

### Impacto del riego en el medio ambiente
Según Marín Ramírez (1991), tal como se indicó en el Informe Nacional sobre el manejo de recursos hídricos de Colombia, el predominio de los sistemas de riego por gravedad se debe a la idea de que el agua es un recurso abundante y de precio reducido, y a los altos costos iniciales de las técnicas de riego mejoradas. Por lo tanto, la eficiencia de los sistemas de riego es, en general, muy baja en el país, lo cual contribuye a la salinización del agua y la erosión del suelo. Además, la presencia de escorrentía agrícola, en la que se incluyen los productos químicos de los fertilizantes y pesticidas, está aumentando en los ecosistemas colombianos.
Ecosistemas de Colombia afectados por los pesticidas
| Ecosistema afectado           | Cultivo causante         |
| ----------------------------- | ------------------------ |
| Ciénaga Grande de Santa Marta | Banano, palma, arroz     |
| Ciénaga de Zapatosa           | Palma                    |
| Río Meta                      | Arroz, algodón           |
| Río Ariari                    | Arroz                    |
| Río Cauca                     | Caña de azúcar           |
| Río Caquetá                   | Arroz                    |
| Ríos Saldaña y Coello         | Arroz, algodón           |
| Río San Jorge                 | Arroz                    |
| Río Cesar                     | Algodón                  |
| Altiplano Cundiboyacense      | Flores, papa, hortalizas |
| Bosque Andino                 | Amapola                  |
| Bosque Amazónico              | Coca                     |

Fuente: Ministerios de Salud y Medio Ambiente (1996)

### Impacto anticipado del cambio climático en la agricultura de regadío
De acuerdo con el primer comunicado nacional en la Convención Marco de las Naciones Unidas sobre el Cambio Climático, Colombia es muy vulnerable a los efectos del cambio climático. Según el Instituto de Hidrología, Meteorología y Estudios Ambientales, se prevé que los ecosistemas de la altiplanicie andina, especialmente los páramos, se verán gravemente afectados por el aumento de temperatura, en la que se han registrado unos incrementos netos de 0,2 a 0,3 grados centígrados por década durante el período comprendido entre 1961 y 1990, y se cree que esta tendencia continuará, según ha afirmado el Instituto de Investigaciones Meteorológicas de Japón. Los cambios hidrológicos y de temperatura darían lugar a la pérdida de biodiversidad y los servicios relacionados como el abastecimiento de agua, la regulación de cuencas y la energía hidroeléctrica.

## Marco legal e institucional

### Marco legal
La Constitución de Colombia de 1991 concede al Gobierno de Colombia la responsabilidad de garantizar el uso sostenible de los recursos naturales, entre los que se incluyen los recursos hídricos. En 1993, el gobierno aprobó la Ley de Adecuación de Tierras n.º 41 en 1993 y sus decretos asociados correspondientes n.º 1278 y 2135 a fin de reducir la intervención pública en el sector riego y fomentar la inversión privada. La ley incorpora la participación de los usuarios en el diseño, la creación y las operaciones y mantenimiento posteriores mediante el establecimiento de un canon de agua que incluya una parte de los costos totales. La ley también establece el Consejo Nacional de Adecuación de Tierras (CONSUAT).
La Ley 99 de 1993 establece el marco institucional actual de Colombia; en concreto, crea el Sistema Nacional Ambiental del Ministerio de Medio. La ley crea un marco institucional nuevo y complejo en el que coexisten las distintas administraciones e instituciones.

### Marco institucional
El Ministerio de Medio Ambiente se encarga de formular las políticas y regulaciones del manejo de recursos hídricos, incluidos las normativas relativas a la contaminación y los cargos por el agua. El Ministerio de Agricultura está a cargo del desarrollo del manejo sostenible de tierras, la agricultura, la silvicultura y la pesca. El Consejo Nacional de Adecuación de Tierras (CONSUAT) es el principal asesor del Ministerio de Agricultura y el INAT, junto con otras entidades públicas y privadas, es su rama ejecutiva. El fondo nacional para el manejo de tierras es una unidad administrativa responsable del diseño y la implementación de la infraestructura de control del riego, del drenaje y de las inundaciones. Hasta 1992, el manejo de los distritos de riego se suscribió al HIMAT (hoy en día denominado INAT) y actualmente está en proceso de transferirse a organizaciones de usuarios del agua (véase Historia del sector riego, más arriba). 
Por último, el marco institucional incluye una institución de investigación, el IDEAM, que coordina el Sistema de Información Ambiental de Colombia y se encarga de llevar a cabo estudios meteorológicos, hidrológicos y medioambientales relacionados.

### Ejemplo de ACU: el distrito de riego de Coello
El distrito de riego de Coello se encuentra a unos 150 kilómetros de la capital, Bogotá, en la orilla izquierda del río Magdalena, en el Departamento de Tolima. La única fuente de agua del distrito es el río Coello, un afluente del río Magdalena. Alrededor del 99% de los terrenos del proyecto Coello es de propiedad privada. Aproximadamente el 56% de las explotaciones agrícolas del distrito tienen una extensión inferior a 10 ha y ocupan un total de sólo el 14% del terreno. Otro 26% de las explotaciones agrícolas ocupan 20 hacada una o un total de 71% del terreno.
El manejo del distrito de Coello se transfirió a la asociación civil de usuarios (conocida como USOCOELLO) cuando se creó el HIMAT en 1976. Las condiciones generales de transferencia se definieron en un acuerdo entre el HIMAT y la USOCOELLO. Las regulaciones de la USOCOELLO que definen los derechos y las obligaciones de los miembros asociados, así como las funciones de la asamblea general, la junta y el gerente general, se estipulan en un documento publicado el 31 de octubre de 1986. Todos los propietarios, agricultores o arrendatarios agrícolas de la zona pueden ser miembros de USOCOELLO y presentar una solicitud de registro. El distrito es uno de los más antiguos de Colombia y los miembros de la asociación participan activamente en las reuniones anuales.

## Aspectos económicos

### Tarifa del agua
Bajo la legislación colombiana, todos los beneficiarios de obras públicas deben pagar un cargo por la revalorización de la tierra proporcional al valor de la inversión del gobierno. Los beneficiarios de distritos que han recibido mejoras en las tierras también se responsabilizan de los costos de las operaciones y el mantenimiento. Los costos de las operaciones y el mantenimiento se recuperan mediante 1) un cargo fijo del agua (por hectárea o año) y 2) un cargo variable del agua basados en el volumen de agua suministrado para el riego. La ley no establece la proporción de estos dos cargos que se necesita para alcanzar los costos de operación y mantenimiento. Las tasas del agua son fijadas una vez al año por la junta directiva del HIMAT antes de comenzar la primera temporada de siembra en el momento de preparar los presupuestos. Al establecer las tasas fijas y volumétricas del agua, el HIMAT determina la contribución de los usuarios a los costos de operación y mantenimiento, y el gobierno paga la diferencia. Los cargos fijos se pagan por adelantado, independientemente del uso de la tierra. Este pago es un requisito previo para recibir el servicio de riego. Los cargos volumétricos del agua se pagan al final de cada temporada. Por lo general, la tasa de cobro es alta. Los pagos volumétricos dependen de la cantidad de agua que se suministre realmente a los agricultores. Las precipitaciones varían notablemente, lo cual afecta a la demanda de agua de riego adicional. Los cargos totales del agua cubrieron solamente un 34,9% de los costos de operación y mantenimiento en 1980 y un 28,5% en 1987. Solo unos pocos distritos, incluido RUT, estuvieron cerca de ser autosuficientes en las operaciones y el mantenimiento.

### Inversión
Según la FAO, el sector privado ha desarrollado y manejado 463.000 ha (o el 62%) de la superficie regable funcional de Colombia. El sector público solamente ha desarrollado un 38%. La FAO estima que el sector privado invirtió un promedio de 19 millones US$ al año durante el período comprendido entre 1991 y 1997. En 1994, el costo de inversión del desarrollo del riego privado para proyectos básicos de riego con el fin de suministrar agua para los cultivos de arroz y cereales varió entre 750 y 1000 US$ por hectárea. El costo de inversión privada para los sistemas de riego con elevación de bombeo varió entre 1.200 y 1.750 US$ por hectárea. Por último, los costos de inversión privada para los sistemas de riego, entre los que se incluyen los sistemas de riego mediante pozos, por aspersión o localizados variaron entre 2.000 y 2.700 US$ por hectárea.

### Cooperación externa
Durante los años 80, el Banco Mundial invirtió un total de 234 millones de US$ en several small-scale irrigation developments en las estribaciones de los Andes, la sabana del norte de Colombia y la cuenca del Magdalena en el noroeste de Colombia. 
En concreto, en el área del cambio climático, el Banco Mundial trabaja estrechamente con el Gobierno de Colombia en un Integrated National Adaptation Project con el objetivo de fortalecer las instituciones colombianas y, en especial, el IDEAM, para generar información climática en apoyo a la adaptación al cambio climático. El proyecto también incluye la definición y la implementación de un programa de adaptación piloto específico para asistir en el mantenimiento de los servicios medioambientales del macizo de Las Hermosas, incluida la Amoya watershed protection. 
El Banco Interamericano de Desarrollo trabajó conjuntamente con el Gobierno de Colombia en los años 90 en la creación de un National Irrigation Program (enlace roto disponible en Internet Archive; véase el historial, la primera versión y la última). y un Irrigation and Drainage Program (enlace roto disponible en Internet Archive; véase el historial, la primera versión y la última). para apoyar la estrategia del gobierno para la mejora de la tierra y solicitar la participación del sector privado en los esfuerzos por modernizar el sector agrícola de Colombia.

## Lecciones aprendidas del modelo de riego colombiano
Los investigadores Carlos Garcés-Restrepo y Douglas L. Vermillion analizaron el impacto de la transferencia del manejo a organizaciones civiles de usuarios en los sistemas de riego seleccionados, más concretamente a RUT, Río Recio, Samaca, San Rafael y María La Baja. Los resultados del estudio “apoyan la hipótesis de que la transferencia del manejo impulsa los esfuerzos de las asociaciones civiles de usuarios por mejorar la eficiencia en el manejo, como la reducción de la cantidad de personal de manejo y la adopción de medidas para recortar los costos”. La transferencia del manejo también conduce a una reducción significativa de los gastos del gobierno en el manejo del riego. Sin embargo, “la transferencia no ha tenido efectos importantes en el rendimiento de las operaciones y el mantenimiento o en la productividad agrícola y económica de la superficie de regadío o el agua, así como tampoco ha aumentado el rendimiento negativo ni ha perjudicado en los casos de rendimiento positivo”.
Los investigadores también informan de que el concepto de “transferencia del manejo” varía entre los países. En el caso de Colombia, el gobierno ha mantenido una autoridad considerable sobre las operaciones y el mantenimiento, los presupuestos y los recursos humanos. La propiedad de la infraestructura nunca se ha transferido a las asociaciones civiles de usuarios ni se han concedido derechos sobre el agua. Por lo tanto, “es necesario probar la hipótesis de que una política de transferencia más integrada y exhaustiva daría lugar a unos efectos más positivos sobre el rendimiento”.